# Nuoto ai XIX Giochi asiatici - 200 metri farfalla maschili
La gara dei 200 metri farfalla maschili di nuoto ai XIX Giochi asiatici si è svolta il 29 settembre 2023, durante i XIX Giochi asiatici, presso l'Hangzhou Olympic Sports Expo Center.

## Podio
| Pos.    | Atleta         | Nazione       |
| ------- | -------------- | ------------- |
| Oro     | Tomoru Honda   | Giappone      |
| Argento | Wang Kuan-hung | Taipei cinese |
| Bronzo  | Chen Juner     | Cina          |

## Record
Prima della manifestazione il record del mondo (RM), il record asiatico (AS) e il record dei giochi (RC) erano i seguenti.
|  | 1'50"34 | Kristóf Milák   | 21 giugno 2022 Budapest    |
|  | 1'52"53 | Daiya Seto      | 18 gennaio 2020 Pechino    |
|  | 1'54"02 | Takeshi Matsuda | 13 novembre 2020 Guangzhou |

Durante la competizione è stato migliorato il seguente record:
|  | 1'53"15 | Tomoru Honda |

## Programma
| Data              | Ora (UTC+8) | Turno    |
| ----------------- | ----------- | -------- |
| 29 settembre 2024 | 11:29       | Batterie |
| 29 settembre 2024 | 20:48       | Finale   |

## Risultati

### Batterie
| Pos. | Batteria | Corsia | Atleta               | Nazionalità   | Tempo   | Note |
| ---- | -------- | ------ | -------------------- | ------------- | ------- | ---- |
| 1    | 3        | 4      | Tomoru Honda         | Giappone      | 1'53"30 | Q    |
| 2    | 3        | 5      | Niu Guangsheng       | Cina          | 1'56"99 | Q    |
| 3    | 2        | 5      | Wang Kuan-hung       | Taipei cinese | 1'57"01 | Q    |
| 4    | 2        | 4      | Chen Juner           | Cina          | 1'57"74 | Q    |
| 5    | 1        | 5      | Moon Seung-woo       | Corea del Sud | 1'58"33 | Q    |
| 6    | 3        | 3      | Sajan Prakash        | India         | 1'58"40 | Q    |
| 7    | 1        | 4      | Tepperi Morimoto     | Giappone      | 1'58"51 | Q    |
| 8    | 2        | 3      | Navaphat Wongcharoen | Thailandia    | 2'01"54 | Q    |
| 9    | 2        | 6      | James Lau            | Hong Kong     | 2'01"96 |      |
| 10   | 1        | 3      | Nguyen Quang Thuan   | Vietnam       | 2'03"57 |      |
| 11   | 1        | 6      | Noz Lim              | Hong Kong     | 2'04"09 |      |
| 12   | 3        | 6      | Surasit Thongdeang   | Thailandia    | 2'04"89 |      |
| 13   | 2        | 2      | Aneesh Sunil Kumar   | India         | 2'05"21 |      |
| 14   | 3        | 2      | Lim Yin Chuen        | Malaysia      | 2'06"76 |      |
| 15   | 3        | 7      | Mohamed Ismail       | Qatar         | 2'09"98 |      |
| 16   | 1        | 2      | Tameem Elhamayda     | Qatar         | 2'11"36 |      |
| 17   | 1        | 7      | Enkhbaatar Ninjin    | Mongolia      | 2'18"33 |      |
| 18   | 2        | 7      | Azhar Abbas          | Pakistan      | 2'25"87 |      |
| 19   | 3        | 1      | Mohamed Shiham       | Maldive       | 2'28"17 |      |
| 20   | 2        | 1      | Ahmed Niyaz          | Maldive       | 3'00"55 |      |

### Finale
| Pos. | Corsia | Atleta               | Nazionalità   | Tempo   | Note |
| ---- | ------ | -------------------- | ------------- | ------- | ---- |
|      | 4      | Tomoru Honda         | Giappone      | 1'53"15 |      |
|      | 3      | Wang Kuan-hung       | Taipei cinese | 1'54"53 |      |
|      | 6      | Chen Juner           | Cina          | 1'56"04 |      |
| 4    | 5      | Niu Guangsheng       | Cina          | 1'56"12 |      |
| 5    | 7      | Sajan Prakash        | India         | 1'57"44 |      |
| 6    | 2      | Moon Seung-woo       | Corea del Sud | 1'58"24 |      |
| 7    | 1      | Teppei Morimoto      | Giappone      | 1'59"01 |      |
| 8    | 8      | Navaphat Wongcharoen | Thailandia    | 2'00"50 |      |